# جانی تولان
جانی تولان (انگلیسی: Johnnie Tolan؛ زادهٔ ۲۲ اکتبر ۱۹۱۷ در ویکتور، کلرادو، درگذشتهٔ ۶ ژوئن ۱۹۸۶ در ردوندو بیچ، کالیفرنیا) رانندهٔ مسابقات اتومبیل‌رانی فرمول یک اهل ایالات متحده آمریکا بود که در فصل‌های ۱۹۵۱، ۱۹۵۳ تا ۱۹۵۴ و ۱۹۵۶ تا ۱۹۵۹ در مجموع در هفت گراند پری شرکت کرد، اما موفق به کسب هیچ امتیازی نشد.
تولان در ۶ ژوئن ۱۹۸۶ در ردوندو بیچ، کالیفرنیا درگذشت.